# Kajetan Horoch
Kajetan Horoch herbu Trąby, baron (ur. 6 sierpnia 1854 w Sieniawie, zm. 30 września 1935 w Krakowie) – polski chirurg.

## Życiorys
Urodził się 6 sierpnia 1854 w rodzinie oficera powstania listopadowego, barona Eustachego Jana Hierona Horocha (1802–1879) i Ludwiki Skarbek-Białobrzeskiej (zm. 1880). Studiował medycynę na Uniwersytecie Wiedeńskim, tytuł doktora nauk medycznych otrzymał 21 czerwca 1880. Pozostał w Wiedniu, gdzie specjalizował się w chirurgii i został asystentem a potem Privatdozentem w klinice chirurgicznej Eduarda Alberta. W 1881 roku zgłoszono jego kandydaturę na katedrę chirurgii Uniwersytetu Jagiellońskiego (otrzymał ją Jan Mikulicz-Radecki). Po I wojnie światowej przeniósł się do Krakowa, gdzie prowadził prywatną praktykę przy ul. Słowackiego 34. 
20 maja 1912 został odznaczony przez cesarza Franciszka Józefa Orderem Korony Żelaznej III klasy z uwolnieniem od taksy.
Do początku lat 30. był naczelnym lekarzem Towarzystwa Wzajemnych Ubezpieczeń w Krakowie.
Miał żonę Krystynę (1852–1902). Był krewnym ppłk. dypl. Seweryna Horocha, wobec którego pełnił rolę sądownie ustanowionego kuratora wobec stwierdzenia jego choroby umysłowej.
Zmarł bezdzietnie. Został pochowany na cmentarzu Rakowickim (kwatera III, rząd zachodni, miejsce 5).

## Wybrane prace
- Ueber die Rotationsbewegungen im Kniegelenke. Medizinische Jahrbücher d.k.k.Gesellschaft d.Ärzte s. 551–590, 1882
- Untersuchungen über die physiologischen Wirkungen des Bromoforms. Medizinische Jahrbücher d.k.k.Gesellschaft d.Ärzte, 1883
- Beiträge zur Lehre von der directen Ligatur der Venen, 1888